# Syerus Eslami
Syerus Eslami (ur. 25 października 1996) – brytyjski zapaśnik walczący w stylu wolnym. Zajął czternaste miejsce na mistrzostwach Europy w 2022. Brązowy medalista Igrzysk Wspólnoty Narodów w 2018 i dziewiąty w 2022 roku, gdzie reprezentował Anglię.